# Lilla Böckeln (Nyeds socken, Värmland, 661705-138758)
Lilla Böckeln är en sjö i Karlstads kommun i Värmland och ingår i Göta älvs huvudavrinningsområde.